# Sociedade Esportiva e Recreativa Juventude
Maillots
La Sociedade Esportiva e Recreativa Juventude est un club brésilien de football basé à Primavera do Leste dans l'État du Mato Grosso.

## Palmarès
- Championnat du Mato Grosso de football
  - Champion : 2000, 2001